# دژان توماسویچ
دژان توماسویچ (صربی: Дејан Томашевић؛ زادهٔ ۶ مهٔ ۱۹۷۳) بازیکن بسکتبال اهل صربستان است.
از باشگاه‌هایی که در آن بازی کرده‌است می‌توان به باشگاه بسکتبال پاناتینایکوس، باشگاه بسکتبال ستاره سرخ بلگراد، باشگاه بسکتبال پارتیزان، و باشگاه بسکتبال والنسیا اشاره کرد.
وی در مسابقات کشوری و بین‌المللی در مجموع برندهٔ ۵ مدال طلا، ۱ مدال نقره، ۱ مدال برنز شده‌است.